# Liste der Monuments historiques in Busy
Die Liste der Monuments historiques in Busy führt die Monuments historiques in der französischen Gemeinde Busy auf.

## Liste der Objekte
| Bezeichnung     | Beschreibung            | Standort                                | Kennzeichnung | Schutzstatus | Datum | Bild |
| --------------- | ----------------------- | --------------------------------------- | ------------- | ------------ | ----- | ---- |
| Weihwassereimer | Bronze, 15. Jahrhundert | in der Kirche Sts-Pierre-et-Paul (Lage) | PM25000456    | Classé       | 1957  |      |